# Historische vlaggen
Dit artikel geeft een overzicht van historische vlaggen: vlaggen die buiten gebruik zijn. Dit artikel bestaat uit twee delen. Eerst komen historische vlaggen van nog bestaande staten aan de orde. Een historische vlag van een nog bestaande staat wordt besproken in het artikel over de huidige vlag van die betreffende staat. Dit eerste onderdeel van dit artikel geeft een opsomming van artikelen over huidige vlaggen waarin ook informatie over historische vlaggen is verwerkt.
Daaronder staan vervolgens - per werelddeel - verwijzingen naar vlaggen van staten die niet meer bestaan.

## Historische vlaggen van nog bestaande staten
- Vlag van Afghanistan
- Vlag van Albanië
- Vlag van Algerije
- Vlag van Andorra
- Vlag van Angola
- Vlag van Antigua en Barbuda
- Vlag van Argentinië
- Vlag van Armenië
- Vlag van Australië
- Vlag van Azerbeidzjan
- Vlag van de Bahama's
- Vlag van Bahrein
- Vlag van Bangladesh
- Vlag van Barbados
- Vlag van België
- Vlag van Belize
- Vlag van Benin
- Vlag van Bhutan
- Vlag van Bolivia
- Vlag van Bosnië en Herzegovina
- Vlag van Botswana
- Vlag van Brazilië
- Vlag van Brunei
- Vlag van Bulgarije
- Vlag van Burkina Faso
- Vlag van Burundi
- Vlag van Cambodja
- Vlag van Canada
- Vlag van de Centraal-Afrikaanse Republiek
- Vlag van Chili
- Vlag van China
- Vlag van Colombia
- Vlag van de Comoren
- Vlag van Congo-Brazzaville
- Vlag van Congo-Kinshasa
- Vlag van Costa Rica
- Vlag van Cuba
- Vlag van Cyprus
- Vlag van Denemarken
- Vlag van Djibouti
- Vlag van Dominica
- Vlag van de Dominicaanse Republiek
- Vlag van Duitsland
- Vlag van Ecuador
- Vlag van Egypte
- Vlag van El Salvador
- Vlag van Equatoriaal-Guinea
- Vlag van Eritrea
- Vlag van Estland
- Vlag van Ethiopië
- Vlag van Fiji
- Vlag van de Filipijnen
- Vlag van Finland
- Vlag van Frankrijk
- Vlag van Gabon
- Vlag van Gambia
- Vlag van Georgië
- Vlag van Ghana
- Vlag van Grenada
- Vlag van Griekenland
- Vlag van Guatemala
- Vlag van Guinee
- Vlag van Guinee-Bissau
- Vlag van Guyana
- Vlag van Haïti
- Vlag van Honduras
- Vlag van Hongarije
- Vlag van Ierland
- Vlag van IJsland
- Vlag van India
- Vlag van Indonesië
- Vlag van Irak
- Vlag van Iran
- Vlag van Israël
- Vlag van Italië
- Vlag van Ivoorkust
- Vlag van Jamaica
- Vlag van Japan
- Vlag van Jemen
- Vlag van Jordanië
- Vlag van Kaapverdië
- Vlag van Kameroen
- Vlag van Kazachstan
- Vlag van Kenia
- Vlag van Kirgizië
- Vlag van Kiribati
- Vlag van Koeweit
- Vlag van Kosovo
- Vlag van Kroatië
- Vlag van Laos
- Vlag van Lesotho
- Vlag van Letland
- Vlag van Libanon
- Vlag van Liberia
- Vlag van Libië
- Vlag van Liechtenstein
- Vlag van Litouwen
- Vlag van Luxemburg
- Vlag van Madagaskar
- Vlag van Malawi
- Vlag van de Malediven
- Vlag van Maleisië
- Vlag van Mali
- Vlag van Malta
- Vlag van Marokko
- Vlag van de Marshalleilanden
- Vlag van Mauritanië
- Vlag van Mauritius
- Vlag van Mexico
- Vlag van Micronesië
- Vlag van Moldavië
- Vlag van Monaco
- Vlag van Mongolië
- Vlag van Montenegro
- Vlag van Mozambique
- Vlag van Myanmar
- Vlag van Namibië
- Vlag van Nauru
- Vlag van Nederland
- Vlag van Nepal
- Vlag van Nicaragua
- Vlag van Nieuw-Zeeland
- Vlag van Niger
- Vlag van Nigeria
- Vlag van Noord-Korea
- Vlag van Noord-Macedonië
- Vlag van Noorwegen
- Vlag van Oeganda
- Vlag van Oekraïne
- Vlag van Oezbekistan
- Vlag van Oman
- Vlag van Oostenrijk
- Vlag van Oost-Timor
- Vlag van Pakistan
- Vlag van Palau
- Vlag van Palestina
- Vlag van Panama
- Vlag van Papoea-Nieuw-Guinea
- Vlag van Paraguay
- Vlag van Peru
- Vlag van Polen
- Vlag van Portugal
- Vlag van Qatar
- Vlag van Roemenië
- Vlag van Rusland
- Vlag van Rwanda
- Vlag van Saint Kitts en Nevis
- Vlag van Saint Lucia
- Vlag van Saint Vincent en de Grenadines
- Vlag van de Salomonseilanden
- Vlag van Samoa
- Vlag van San Marino
- Vlag van Sao Tomé en Principe
- Vlag van Saoedi-Arabië
- Vlag van Senegal
- Vlag van Servië
- Vlag van de Seychellen
- Vlag van Sierra Leone
- Vlag van Singapore
- Vlag van Slovenië
- Vlag van Slowakije
- Vlag van Soedan
- Vlag van Somalië
- Vlag van Spanje
- Vlag van Sri Lanka
- Vlag van Suriname
- Vlag van Swaziland
- Vlag van Syrië
- Vlag van Tadzjikistan
- Vlag van Tanzania
- Vlag van Thailand
- Vlag van Togo
- Vlag van Tonga
- Vlag van Trinidad en Tobago
- Vlag van Tsjaad
- Vlag van Tsjechië
- Vlag van Tunesië
- Vlag van Turkije
- Vlag van Turkmenistan
- Vlag van Tuvalu
- Vlag van Uruguay
- Vlag van Vanuatu
- Vlag van Vaticaanstad
- Vlag van Venezuela
- Vlag van het Verenigd Koninkrijk
- Vlag van de Verenigde Arabische Emiraten
- Vlag van de Verenigde Staten
- Vlag van Vietnam
- Vlag van Wit-Rusland
- Vlag van Zambia
- Vlag van Zimbabwe
- Vlag van Zuid-Afrika
- Vlag van Zuid-Korea
- Vlag van Zuid-Soedan
- Vlag van Zweden
- Vlag van Zwitserland

## Vlaggen van historische staten

### Afrika
- Adam Koksland - zie het artikel: Vlag van Adam Koksland
- Koninkrijk Benin - zie het artikel: Vlag van het Koninkrijk Benin
- Biafra - zie het artikel: Vlag van Biafra
- Britse Kaapkolonie - zie het artikel: Vlag van de Britse Kaapkolonie
- Bophuthatswana - zie het artikel: Vlag van Bophuthatswana
- Centraal-Afrikaans Keizerrijk - zie het artikel: Vlag van de Centraal-Afrikaanse Republiek
- Ciskei - zie het artikel: Vlag van Ciskei
- Gazankulu - zie het artikel: Vlag van Gazankulu
- Keizerrijk Ethiopië - zie het artikel: Vlag van Ethiopië
- Republiek Goosen - zie het artikel: Vlag van Goosen
- Republiek Graaff-Reinet - zie het artikel: Vlag van Nederland
- Oost-Griekwaland - zie het artikel: Vlag van Oost-Griekwaland
- West-Griekwaland - zie het artikel: Vlag van West-Griekwaland
- Ifni - zie het artikel: Vlag van Spanje
- KaNgwane - zie het artikel: Vlag van KaNgwane
- Katanga - zie het artikel: Vlag van Katanga
- Klein Vrystaat - zie het artikel: Vlag van de Zuid-Afrikaansche Republiek
- KwaNdebele - zie het artikel: Vlag van KwaNdebele
- Kwazoeloe - zie het artikel: Vlag van Kwazoeloe
- Republiek Kliprivier - zie het artikel: Vlag van de Republiek Kliprivier
- Lebowa - zie het artikel: Vlag van Lebowa
- Koninkrijk Libië - zie het artikel: Vlag van Libië
- Republiek Lydenburg - zie het artikel: Vlag van Nederland
- Mali-federatie - zie het artikel: Vlag van Mali
- Natal - zie het artikel: Vlag van Natal
- Republiek Natalia - zie het artikel: Vlag van de Republiek Natalia
- Nieuwe Republiek - zie het artikel: Vlag van de Nieuwe Republiek
- Oranje Vrijstaat - zie het artikel: Vlag van de Oranje Vrijstaat
- Oranjerivierkolonie - zie het artikel: Vlag van de Oranjerivierkolonie
- Ottomaanse Rijk - zie het artikel: Vlag van het Ottomaanse Rijk
- Ovamboland - zie het artikel: Vlag van Ovamboland
- Potchefstroom - zie het artikel: Vlag van de Zuid-Afrikaansche Republiek
- QwaQwa - zie het artikel: Vlag van QwaQwa
- Rehoboth - zie het artikel: Vlag van Rehoboth
- Rhodesië - zie het artikel: Vlag van Zimbabwe
- Republiek Rhodesië - zie het artikel: Vlag van Zimbabwe
- Rif-Republiek - zie het artikel: Vlag van de Rif-Republiek
- Ruanda-Urundi - zie het artikel: Vlag van België
- Republiek Stellaland - zie het artikel: Vlag van Stellaland
- Verenigde Staten van Stellaland - zie het artikel: Vlag van Stellaland
- Republiek Swellendam - zie het artikel: Vlag van Nederland
- Republiek Tanganyika - zie het artikel: Vlag van Tanganyika
- Transkei - zie het artikel: Vlag van Transkei
- Transvaalkolonie - zie het artikel: Vlag van de Transvaalkolonie
- Upingtonia - zie het artikel: Vlag van Duitsland
- Republiek Utrecht - zie het artikel: Vlag van Nederland
- Venda - zie het artikel: Vlag van Venda
- Republiek Winburg-Potchefstroom - zie het artikel: Vlag van de Zuid-Afrikaansche Republiek
- Zaïre - zie het artikel: Vlag van Zaïre
- Zoeloekoninkrijk - zie het artikel: Vlag van het Zoeloekoninkrijk
- Republiek Zoutpansberg - zie het artikel: Vlag van de Zuid-Afrikaansche Republiek
- Unie van Zuid-Afrika - zie het artikel: Vlag van Zuid-Afrika (1928-1994)
- Zuid-Afrikaansche Republiek - zie het artikel: Vlag van de Zuid-Afrikaansche Republiek
- Mijnstaat Zuid-Kasaï - zie het artikel: Vlag van de Mijnstaat Zuid-Kasaï
- Zuid-Rhodesië - zie het artikel: Vlag van Zimbabwe

### Azië
- Emiraat Afghanistan - zie het artikel: Vlag van Afghanistan
- Koninkrijk Afghanistan - zie het artikel: Vlag van Afghanistan
- Koninkrijk Artsach - zie het artikel: Vlag van het Koninkrijk Artsach
- Koninkrijk Ayutthaya - zie het artikel: Vlag van Ayutthaya
- Republiek Batoemi - zie het artikel: Vlag van Adzjarië
- Beiyangregering - zie het artikel: Vlag van China
- Eerste Birmaanse koninkrijk - zie het artikel: Vlag van Birma
- Tweede Birmaanse koninkrijk - zie het artikel: Vlag van Birma
- Derde Birmaanse koninkrijk - zie het artikel: Vlag van Birma
- Volksrepubliek Boechara - zie het artikel: Vlag van Boechara
- Sultanaat van Delhi - zie het artikel: Vlag van Delhi
- Durrani-rijk - zie het artikel: Vlag van het Durrani-rijk
- Republiek Formosa - zie het artikel: Vlag van de Republiek China
- Democratische Republiek Georgië - zie het artikel: Vlag van Georgië
- Republiek Hatay - zie het artikel: Vlag van de Republiek Hatay
- Japans Keizerrijk - zie het artikel: Vlag van Japan
- Democratische Volksrepubliek Jemen - zie het artikel: Vlag van Jemen
- Democratische Republiek Jemen - zie het artikel: Vlag van Jemen
- Kalba - zie het artikel: Vlag van Sharjah
- Democratisch Kampuchea - zie het artikel: Vlag van Cambodja
- Volksrepubliek Kampuchea - zie het artikel: Vlag van Cambodja
- Coalitieregering van Democratisch Kampuchea - zie het artikel: Vlag van Cambodja
- Khmerrepubliek - zie het artikel: Vlag van Cambodja
- Koninkrijk Koerdistan - zie het artikel: Vlag van Koerdistan
- Koninkrijk Lanna - zie het artikel: Vlag van Lanna
- Lan Xang - zie het artikel: Vlag van Lan Xang
- Koninkrijk Luang Prabang - zie het artikel: Vlag van Luang Prabang
- Republiek Mahabad - zie het artikel: Vlag van Koerdistan
- Mantsjoekwo - zie het artikel: Vlag van Mantsjoekwo
- Mengjiang - zie het artikel: Vlag van Mengjiang
- Mesopotamië - zie het artikel: Vlag van Mesopotamië
- Mogolrijk - zie het artikel: Vlag van het Mogolrijk
- Volksrepubliek Mongolië - zie het artikel: Vlag van Mongolië
- Nationalistische regering (China) - zie het artikel: Vlag van de Republiek China
- Nederlands-Nieuw-Guinea - zie het artikel: Morgenster (vlag)
- Noord-Vietnam - zie het artikel: Vlag van Vietnam
- Okinawa - zie het artikel: Vlag van Okinawa
- Sultanaat Muscat en Oman - zie het artikel: Vlag van Oman
- Imamaat Oman - zie het artikel: Vlag van Oman
- Oost-Pakistan - zie het artikel: Vlag van Pakistan
- Eerste Oost-Turkestaanse Republiek - zie het artikel: Vlag van Oost-Turkestan
- Tweede Oost-Turkestaanse Republiek - zie het artikel: Vlag van Oost-Turkestan
- Ottomaanse Rijk - zie het artikel: Vlag van het Ottomaanse Rijk
- Pagan - zie het artikel: Vlag van Pagan
- Koninkrijk Pattani - zie het artikel: Vlag van het Koninkrijk Pattani
- Perzische Rijk - zie het artikel: Vlag van het Perzische Rijk
- Qing-dynastie - zie het artikel: Vlag van China
- Republiek Zuid-Vietnam - zie het artikel: Vlag van Vietnam
- Koninkrijk Riukiu - zie het artikel: Vlag van Japan
- Sharjah - zie het artikel: Vlag van Sharjah
- Koninkrijk Sikkim - zie het artikel: Vlag van Sikkim
- Siam - zie het artikel: Vlag van Thailand
- Koninkrijk Sukhothai - zie het artikel: Vlag van Sukhothai
- Tibet - zie het artikel: Vlag van Tibet
- Volksrepubliek Toeva - zie het artikel: Vlag van Toeva
- Graafschap Tripoli - zie het artikel: Vlag van het graafschap Tripoli
- Văn Lang - zie het artikel: Vlag van Văn Lang
- Verdragsstaten - zie het artikel: Vlag van de Verenigde Arabische Emiraten
- Verenigde Arabische Republiek - zie het artikel: Vlag van Syrië
- Verre-Oostelijke Republiek - zie het artikel: Vlag van de Verre-Oostelijke Republiek
- Koninkrijk Vientiane - zie het artikel: Vlag van het Koninkrijk Vientiane
- Koninkrijk Xhieng Khuang - zie het artikel: Vlag van Xhieng Khuang
- Republiek der Zuid-Molukken - zie het artikel: Vlag van de Republiek der Zuid-Molukken
- Zuid-Vietnam - zie het artikel: Vlag van Vietnam
- Voorlopige Nationale Regering van de Zuidwestelijke Kaukausus - zie het artikel: Vlag van Adzjarië

### Europa
- Koninkrijk Albanië (1928-1939) - zie het artikel: Vlag van Albanië
- Koninkrijk Albanië (1943-1944) - zie het artikel: Vlag van Albanië
- Rijk van Aken - zie het artikel: Vlag van Aken
- Hertogdom Anhalt - zie het artikel: Vlag van Anhalt
- Hertogdom Anhalt-Dessau-Köthen - zie het artikel: Vlag van Anhalt-Dessau-Köthen
- Koninkrijk Aragon - zie het artikel: Vlag van Aragón
- Groothertogdom Baden - zie het artikel: Vlag van Baden
- Bataafse Republiek - zie het artikel: Bataafse vlag
- Koninkrijk der Beide Siciliën - zie het artikel: Vlag van het Koninkrijk der Beide Siciliën
- Koninkrijk Beieren - zie het artikel: Vlag van Beieren
- Groothertogdom Berg - zie het artikel: Vlag van het Groothertogdom Berg
- Koninkrijk Bohemen - zie het artikel: Vlag van Bohemen
- Heerlijkheid Bokhoven - zie het artikel: Vlag van Bokhoven
- Hertogdom Bourgondië - zie het artikel: Vlag van Bourgondië
- Hertogdom Brabant - zie het artikel: Vlag van Brabant (België)
- Mark Brandenburg - zie het artikel: Vlag van Brandenburg
- Hertogdom Brunswijk - zie het artikel: Vlag van Brunswijk
- Hertogdom Brunswijk-Lüneburg - zie het artikel: Vlag van Brunswijk-Lüneburg
- Vorstendom Catalonië - zie het artikel: Senyera (vlag)
- Cornwall - zie het artikel: Vlag van Cornwall
- Koninkrijk Dalmatië - zie het artikel: Vlag van Dalmatië
- Vrije stad Danzig (1920-1939) - zie het artikel: Vlag van de Vrije Stad Danzig
- Republiek Duits-Oostenrijk - zie het artikel: Vlag van Oostenrijk
- Duitse Democratische Republiek - zie het artikel: Vlag van de Duitse Democratische Republiek
- Duitse Rijk - zie het artikel: Vlag van Duitsland
- Engelse Gemenebest - zie het artikel: Vlag van het Engelse Gemenebest
- Koninkrijk Essex - zie het artikel: Vlag van Essex
- Koninkrijk Etrurië - zie het artikel: Vlag van het Koninkrijk Etrurië
- Vrijstaat Fiume - zie het artikel: Vlag van de Vrijstaat Fiume
- Eerste Franse Keizerrijk - zie het artikel: Vlag van Frankrijk
- Tweede Franse Keizerrijk - zie het artikel: Vlag van Frankrijk
- Eerste Franse Republiek - zie het artikel: Vlag van Frankrijk
- Tweede Franse Republiek - zie het artikel: Vlag van Frankrijk
- Derde Franse Republiek - zie het artikel: Vlag van Frankrijk
- Vierde Franse Republiek - zie het artikel: Vlag van Frankrijk
- Gallo-Romeinse Rijk - zie het artikel: Vlag van het Gallo-Romeinse Rijk
- Hertogdom Gelre - zie het artikel: Vlag van Gelderland
- Republiek Gersau - zie het artikel: Vlag van Gersau
- Hertogdom Gulik - zie het artikel: Vlag van Gulik
- Republiek Gumuljina - zie het artikel: Vlag van de Republiek Gumuljina
- Koninkrijk Hannover - zie het artikel: Vlag van Hannover
- Heilige Roomse Rijk - zie het artikel: Vlag van Duitsland
- Graafschap Henegouwen - zie het artikel: Vlag van Henegouwen
- Kroatische Republiek Herceg-Bosna - zie het artikel: Vlag van de Kroatische Republiek Herceg-Bosna
- Landgraafschap Hessen-Darmstadt - zie het artikel: Vlag van Hessen
- Landgraafschap Hessen-Homburg (1815-1866) - zie het artikel: Vlag van Hessen
- Landgraafschap Hessen-Kassel - zie het artikel: Vlag van Hessen
- Volksstaat Hessen - zie het artikel: Vlag van Hessen
- Graafschap Holland - zie het artikel: Vlag van Zuid-Holland
- Koninkrijk Holland - zie het artikel: Vlag van Nederland
- Volksrepubliek Hongarije - zie het artikel: Vlag van Hongarije
- Idel-Oeral Staat - zie het artikel: Vlag van Idel-Oeral Staat
- Italiaanse Sociale Republiek - zie het artikel: Vlag van Italië
- Federale Republiek Joegoslavië - zie het artikel: Vlag van Joegoslavië
- Koninkrijk Joegoslavië - zie het artikel: Vlag van Joegoslavië
- Socialistische Federale Republiek Joegoslavië - zie het artikel: Vlag van Joegoslavië
- Unie van Kalmar - zie het artikel: Vlag van de Unie van Kalmar
- Kaukasisch Imamaat - zie het artikel: Vlag van het Kaukasisch Imamaat
- Koninkrijk Kent - zie het artikel: Vlag van Kent
- Kerkelijke Staat - zie het artikel: Vlag van de Kerkelijke Staat
- Keurvorstendom Keulen - zie het artikel: Vlag van Keulen
- Volksrepubliek Koeban - zie het artikel: Vlag van Koeban
- Koerland - zie het artikel: Vlag van Koerland
- Hertogdom Krain - zie het artikel: Vlag van Krain
- Republiek Krakau - zie het artikel: Vlag van de Republiek Krakau
- Onafhankelijke Staat Kroatië - zie het artikel: Vlag van Kroatië
- Koninkrijk Kroatië en Slavonië - zie het artikel: Vlag van Kroatië
- Hertogdom Limburg - zie het artikel: Vlag van Limburg (Belgische provincie)
- Graafschap Loon - zie het artikel: Vlag van Loon
- Republiek Lucca - zie het artikel: Vlag van Lucca
- Vorstendom Lucca en Piombino - zie het artikel: Vlag van Lucca
- Hertogdom Lucca - zie het artikel: Vlag van Lucca
- Prinsbisdom Luik - zie het artikel: Vlag van Luik (stad)
- Luikse Republiek - zie het artikel: Vlag van Luik (stad)
- Groothertogdom Mecklenburg-Schwerin - zie het artikel: Vlag van Mecklenburg-Voor-Pommeren
- Groothertogdom Mecklenburg-Strelitz - zie het artikel: Vlag van Mecklenburg-Voor-Pommeren
- Graafschap Megen - zie het artikel: Vlag van het graafschap Megen
- Memelland - zie het artikel: Vlag van Klaipėda
- Koninkrijk Mercia - zie het artikel: Vlag van Mercia
- Midden-Francië - zie het artikel: Vlag van Midden-Francië
- Republiek Midden-Litouwen - zie het artikel: Vlag van Midden-Litouwen
- Groot-Moravische Rijk - zie het artikel: Vlag van het Groot-Moravische Rijk
- Koninkrijk Napels - zie het artikel: Vlag van het Koninkrijk Napels
- Graafschap Nassau - zie het artikel: Vlag van het graafschap Nassau
- Hertogdom Naxos - zie het artikel: Vlag van het Hertogdom Naxos
- Nazi-Duitsland - zie het artikel: Vlag van Duitsland
- Verenigd Koninkrijk der Nederlanden - zie het artikel: Vlag van Nederland
- Neutraal Moresnet - zie het artikel: Vlag van Neutraal Moresnet
- Noord-Duitse Bond - zie het artikel: Vlag van Duitsland
- Occitanië - zie het artikel: Vlag van Midi-Pyrénées
- Groothertogdom Oldenburg - zie het artikel: Vlag van Oldenburg
- Hertogdom Oldenburg - zie het artikel: Vlag van Oldenburg
- Vrijstaat Oldenburg - zie het artikel: Vlag van Oldenburg
- Oost-Roemelië - zie het artikel: Vlag van Bulgarije
- Keizerrijk Oostenrijk - zie het artikel: Vlag van Oostenrijk-Hongarije
- Oostenrijk-Hongarije - zie het artikel: Vlag van Oostenrijk-Hongarije
- Orange - zie het artikel: Vlag van Orange
- Ottomaanse Rijk - zie het artikel: Vlag van het Ottomaanse Rijk
- Parthenopeïsche Republiek - zie het artikel: Vlag van de Parthenopeïsche Republiek
- Volksrepubliek Polen - zie het artikel: Vlag van Polen
- Pommeren - zie het artikel: Vlag van Mecklenburg-Voor-Pommeren
- Pools-Litouwse Gemenebest - zie het artikel: Vlag van Polen
- Pruisen - zie het artikel: Vlag van Pruisen
- Puducherry - zie het artikel: Vlag van Puducherry
- Koninkrijk Powys - zie het artikel: Vlag van Powys
- Republiek Ragusa - zie het artikel: Vlag van Dubrovnik
- Land van Ravenstein - zie het artikel: Vlag van Ravenstein
- Republiek der Zeven Verenigde Nederlanden - zie het artikels: Prinsenvlag en Statenvlag
- Reuss jongere linie - zie het artikel: Vlag van Reuss
- Reuss oudere linie - zie het artikel: Vlag van Reuss
- Volksstaat Reuss - zie het artikel: Vlag van Reuss
- Rheged - zie het artikel: Vlag van Rheged
- Rijnprovincie - zie het artikel: Vlag van Noordrijn-Westfalen
- Groot-Roemenië - zie het artikel: Vlag van Roemenië
- Volksrepubliek Roemenië - zie het artikel: Vlag van Roemenië
- Romeinse Rijk - zie het artikel: Vlag van het Romeinse Rijk
- Keizerrijk Rusland - zie het artikel: Vlag van Rusland
- Saargebied - zie het artikel: Vlag van Saarland
- Protectoraat Saarland - zie het artikel: Vlag van Saarland
- Hertogdom Saksen (1547-1572) - zie het artikel: Vlag van Saksen
- Keurvorstendom Saksen (1547-1806) - zie het artikel: Vlag van Saksen
- Koninkrijk Saksen - zie het artikel: Vlag van Saksen
- Hertogdom Saksen-Altenburg (1826-1918) - zie het artikel: Vlag van Saksen-Altenburg
- Hertogdom Saksen-Coburg en Gotha - zie het artikel: Vlag van Saksen-Coburg en Gotha
- Hertogdom Saksen-Hildburghausen - zie het artikel: Vlag van Saksen-Hildburghausen
- Hertogdom Saksen-Meiningen - zie het artikel: Vlag van Saksen-Meiningen
- Hertogdom Savoye - zie het artikel: Vlag van Savoie
- Schotland - zie het artikel: Vlag van Schotland
- Servië en Montenegro - zie het artikel: Vlag van Servië en Montenegro
- Emiraat Sicilië - zie het artikel: Vlag van het emiraat Sicilië
- Graafschap Sicilië - zie het artikel: Vlag van het graafschap Sicilië
- Sovjet-Unie - zie het artikel: Vlag van de Sovjet-Unie
- Koninkrijk Strathclyde - zie het artikel: Vlag van Strathclyde
- Abdijvorstendom Thorn - zie het artikel: Vlag van Thorn (Limburg)
- Transkaukasische Socialistische Federatieve Sovjetrepubliek - zie het artikel: Vlag van de Transkaukasische Socialistische Federatieve Sovjetrepubliek
- Hertogdom Troppau - zie het artikel: Vlag van Troppau
- Tsjecho-Slowakije - zie het artikel: Vlag van Tsjecho-Slowakije
- Vandaalse Rijk - zie het artikel: Vlag van het Vandaalse Rijk
- Republiek Venetië - zie het artikel: Vlag van de Republiek Venetië
- Verenigd Koninkrijk der Nederlanden - zie het artikel: Vlag van Nederland
- Vichy-Frankrijk - zie het artikel: Vlag van Frankrijk
- Graafschap Vlaanderen - zie het artikel: Vlag van Vlaanderen
- Waldeck-Pyrmont - zie het artikel: Vlag van Waldeck-Pyrmont
- Weimarrepubliek - zie het artikel: Vlag van Duitsland
- Koninkrijk Wessex - zie het artikel: Vlag van Wessex
- Westfalen - zie het artikel: Vlag van Noordrijn-Westfalen
- Württemberg - zie het artikel: Vlag van Württemberg
- Koninkrijk Zweden (970-1397) - zie het artikel: Vlag van Zweden
- Koninkrijk Zweden (1523-1814) - zie het artikel: Vlag van Zweden

### Noord-Amerika
- Anguilla - zie het artikel: Vlag van Anguilla
- Azteken - zie het artikel: Vlag van de Azteken
- Britse Benedenwindse Eilanden - zie het artikel: Vlag van de Britse Benedenwindse Eilanden
- Britse Bovenwindse Eilanden - zie het artikel: Vlag van de Britse Bovenwindse Eilanden
- Republiek Californië - zie het artikel: Vlag van Californië
- Republiek van Centraal-Amerika - zie het artikel: Vlag van de Verenigde Staten van Centraal-Amerika
- Centraal-Amerikaanse Federatie - zie het artikel: Vlag van de Verenigde Staten van Centraal-Amerika
- Chan Santa Cruz - zie het artikel: Vlag van Chan Santa Cruz
- Confederatie van Peru en Bolivia - zie het artikel: Vlag van Peru
- Federale Republiek van Centraal-Amerika - zie het artikel: Vlag van de Verenigde Staten van Centraal-Amerika
- Geconfedereerde Staten van Amerika - zie het artikel: Vlag van de Geconfedereerde Staten van Amerika
- Los Altos - zie het artikel: Vlag van Los Altos
- Eerste Mexicaanse Keizerrijk - zie het artikel: Vlag van Mexico (land)
- Tweede Mexicaanse Keizerrijk - zie het artikel: Vlag van Mexico (land)
- Miskitokust - zie het artikel: Vlag van de Miskitokust
- Nederlandse Antillen - zie het artikel: Vlag van de Nederlandse Antillen
- Republiek van de Río Grande - zie het artikel: Vlag van de Republiek van de Rio Grande
- Saint Christopher, Nevis en Anguilla - zie het artikel: Vlag van Saint Christopher, Nevis en Anguilla
- Republiek Sonora - zie het artikel: Vlag van Sonora
- Republiek Texas - zie het artikel: Vlag van Texas
- Verenigde Staten van Centraal-Amerika - zie het artikel: Vlag van de Verenigde Staten van Centraal-Amerika
- Republiek Vermont - zie het artikel: Vlag van Vermont
- Republiek West-Florida - zie het artikel: Vlag van de Republiek West-Florida
- West-Indische Federatie - zie het artikel: Vlag van de West-Indische Federatie
- Republiek Yucatán - zie het artikel: Vlag van de Republiek Yucatán

### Oceanië
- Republiek van de Noordelijke Salomonseilanden (Bougainville) - zie het artikel: Vlag van Bougainville
- Hawaï - zie het artikel: Vlag van Hawaï
- Trustschap van de Pacifische Eilanden - zie het artikel: Vlag van Micronesië

### Zuid-Amerika
- Koninkrijk Araucanië en Patagonië - zie het artikel: Vlag van Araucanië en Patagonië
- Granadijnse Confederatie - zie het artikel: Vlag van Colombia
- Republiek Juliana - zie het artikel: Vlag van de Republiek Juliana
- Nederlands-Brazilië - zie het artikel: Vlag van Nederlands-Brazilië
- Republiek Piratini - zie het artikel: Vlag van de Republiek Piratini